# Peter North
Peter North, ursprungligen Alden Brown, född 11 maj 1957 i Halifax, Nova Scotia, är en kanadensisk porraktör, -producent och -regissör. Han flyttade till Kalifornien 1982 och inledde sin karriär med att medverka i ett tiotal gayporrfilmer, under artistnamnet Matt Ramsey, för att senare bara göra heterosexuell porr. Han har medverkat i över 2000 pornografiska filmer där han mest blivit känd för sina kraftiga utlösningar och fått smeknamnen "The Cum Master" och "The Cumshot Legend".